# Antônio de Sá Pereira
Antônio Leal de Sá Pereira (* 16. August 1888 in Salvador/Bahia; † 1966 in Rio de Janeiro), bekannt als Sá Pereira, war ein brasilianischer Pianist und Musikpädagoge.

## Leben
Sá Pereira kam 1900 mit seiner Familie nach Europa. Dort studierte er u. a. an der Schola Cantorum in Paris bei Ferdinand Motte-Lacroix und bei Èmile Blanchet in Lausanne. 1918 kehrte er nach Brasilien zurück und gründete in Pelotas ein Konservatorium. In den 1920er Jahren zog er nach São Paulo. Dort wurde er Lehrer des Komponisten Mozart Camargo Guarnieri und gründete und leitete die Musikzeitschrift Ariel.
Luciano Gallet lud ihn 1931 auf Anregung von Mário de Andrade ein, Mitglied der Kommission zur Reform des Lehrplans des Instituto Nacional de Música (INM) zu werden. Er zog daraufhin nach Rio de Janeiro und erhielt 1932 einen Lehrstuhl für Musikpädagogik am INM. 1933 nahm er als Vertreter des INM am Internationalen Musikkongress in Prag teil und reiste dann nach Genf, um die Methode des Émile Jaques-Dalcroze zu studieren. 
1938 erhielt er eine Professur an der Escola Nacional de Música der Universidade Federal do Rio de Janeiro und wurde zugleich deren Direktor mit einem Mandat bis 1946. Außerdem war Sá Pereira Mitglied der International Society for Music Education und Gründungsmitglied der Academia Brasileira de Música und Autor mehrerer Lehrbücher.

## Schriften
- Ensino Moderno do Piano (1933)
- O pedal na técnica do piano
- Psicotécnica do ensino elementar da música (1937)